# Schiedea apokremnos
Schiedea apokremnos är en nejlikväxtart som beskrevs av St. John. Schiedea apokremnos ingår i släktet Schiedea och familjen nejlikväxter. Inga underarter finns listade i Catalogue of Life.